# Anatomie du chat

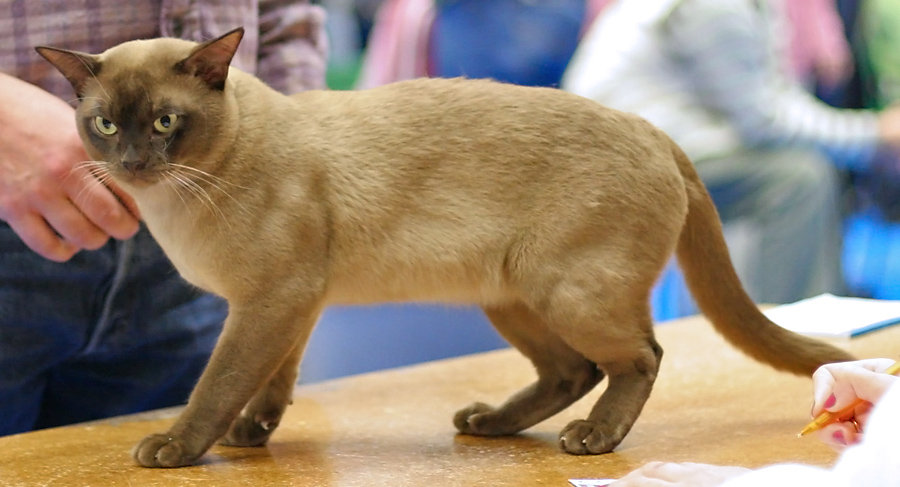
Aspect extérieur du chat

 (mai 2020).
Si vous disposez d'ouvrages ou d'articles de référence ou si vous connaissez des sites web de qualité traitant du thème abordé ici, merci de compléter l'article en donnant les références utiles à sa vérifiabilité et en les liant à la section « Notes et références ».
L'anatomie du chat, Felis sylvestris, est celle d'un mammifère vertébré quadrupède. Sa morphologie est particulièrement adaptée à la prédation.

## Description générale

Schéma approximatif des principaux viscères du chat

### Régions
Le corps du chat est généralement divisé en plusieurs régions. La région axiale comprend, de la partie crâniale à la partie caudale de l'animal : la tête, le cou, le thorax, l'abdomen, le pelvis et la queue. On distingue également une région appendiculaire, constituée des deux membres antérieurs (ou thoraciques), reliés au thorax, et des deux membres postérieurs (ou pelviens), reliés au pelvis.
Les membres sont également divisés en régions. Pour les membres thoraciques, on distingue, de haut en bas : l'épaule, le bras, le coude, l'avant-bras, le carpe et la main. Pour les membres pelviens, on distingue, de haut en bas : la hanche, la cuisse, le genou, la jambe, le tarse et le pied.

### Cavités
La partie axiale contient plusieurs cavités. On distingue ainsi la cavité thoracique, en avant, séparée de la cavité abdominopelvienne, en arrière, par le diaphragme.
La cavité thoracique est elle-même composée de deux cavités pleurales, gauche et droite, contenant chacune un poumon. Ces deux cavités sont séparées par un espace intermédiaire, le médiastin, qui contient la cavité péricardique, l’œsophage et la trachée. La cavité péricardique contient le cœur.
La cavité abdominopelvienne (ou péritonéale) est divisée par convention par un plan imaginaire entre cavité abdominale, en avant, et cavité pelvienne, en arrière. La cavité abdominale contient essentiellement des organes digestifs, tandis que la cavité pelvienne contient essentiellement des organes urinaires et génitaux.
Les cavités pleurales, péricardiques et péritonéales disposent d'un espace virtuel entre leur paroi et les organes qu'ils contiennent. 

### Orientation
Par convention, on distingue pour la partie axiale, une extrémité crâniale (ou antérieure) et une extrémité caudale (ou postérieure). On distingue également une face ventrale (ou inférieure) et une face dorsale (ou supérieure). Enfin, on distingue les côtés gauche et droit du corps, séparés par un plan de symétrie dit médian. Concernant les membres, on distingue une extrémité proximale (ou supérieure), et une extrémité distale (ou inférieure) ; une face antérieure et une face postérieure ; enfin, un bord médial (ou interne) et un bord latéral (ou externe).

## Squelette

Schéma du squelette du chat

Le squelette du chat est constitué de nombreux os. On distingue une partie axiale et une partie appendiculaire.

### Squelette axial
Le squelette axial comprend le crâne, la mandibule, le complexe hyoïde, la colonne vertébrale, les côtes et le sternum.
Le crâne constitue la majeure partie du squelette de la tête. Il est composé de l'assemblage de 24 os : les prémaxillaires, les maxillaires, les naseaux, l'ethmoïde, le vomer, les palatins, les lacrymaux, les frontaux, les os zygomatiques, les pariétaux, l'interpariétal, l'occipital, le sphénoïde, le présphénoïde et les temporaux. Sous le crâne se situent d'autres os : la mandibule et ceux du complexe hyoïde.
En arrière du crâne se trouve la colonne vertébrale, qui s'étend du cou à la queue, constituée de vertèbres. On peut individualiser cinq régions : cervicale, composée de sept vertèbres ; thoracique, composée de treize vertèbres ; lombaire, composée de sept vertèbres ; sacrée, composée d'un seul os, le sacrum ; et caudale, composée d'un nombre variable de vertèbres.
Le squelette du thorax est composé de la partie thoracique de la colonne, à laquelle sont associées treize paires de côtes et le sternum, composé de huit os : le manubrium sternal, six sternèbres et le xiphoïde.

### Squelette appendiculaire
Le squelette appendiculaire comprend les os des membres thoraciques et des membres pelviens.
Le squelette de chaque membre thoracique se compose de 31 os : la clavicule (c'est un vestige, l'épaule du chat est relié au corps par des muscles pas par une articulations comme chez l'homme) et la scapula au niveau de l'épaule ; l'humérus au niveau du bras ; le radius et l'ulna au niveau de l'avant-bras : les sept os du carpe (scapholunatum, cunéiforme, pisiforme, trapèze, trapézoïde, capitatum et hamatum) ; cinq métacarpiens et quatorze phalanges au niveau de la main.
Le squelette de chaque membre pelvien se compose de 29 os : l'os coxal au niveau de la hanche ; le fémur au niveau de la cuisse ; la patella au niveau du genou ; le tibia et la fibula au niveau de la jambe ; les sept os du tarse (talus, calcanéus, naviculaire, cunéiforme médial, cunéiforme intermédiaire, cunéiforme latéral et cuboïde) ; cinq métatarsiens et douze phalanges au niveau du pied.

## Appareil digestif
Le système digestif du chat se divise en une section ingestive, composée de la bouche, du pharynx et de l’œsophage, une section digestive, et une section éjective, comprenant ensemble l'estomac, l'intestin grêle et le gros intestin Des organes annexes accompagnent l'appareil digestif : les dents dans la cavité buccale, ainsi que des glandes (glandes buccales, foie, pancréas).

### Cavité buccale
Le chat adulte dispose de 30 dents, aigues et tranchantes : douze incisives, quatre canines, dix prémolaires et quatre molaires par demi-mâchoire. Les dents définitives sont en place vers l'âge de 6 mois.
La bouche contient notamment les dents et la partie libre de la langue. Elle est limitée en avant par les lèvres, qui limitent avec les dents un espace appelé le vestibule. La langue mobile est principalement recouverte de papilles filiformes. La bouche s'ouvre en arrière sur le pharynx, et plus précisément l'oropharynx, qui se continue par le laryngopharynx. L'oropharynx comporte la base de la langue en bas, et les tonsilles palatines sur les côtés.

### Tube digestif
L’œsophage fait suite au pharynx, c'est un tube situé dans le médiastin, allant du cou vers l'abdomen après avoir traversé le diaphragme. En arrière, il se termine en s'ouvrant dans l'estomac au niveau du cardia. L'estomac est une portion dilatée du tube digestif, en forme de J, dont les parties supérieure et inférieure sont appelées respectivement le fundus et le corps. Son extrémité inférieure est le pylore.
Le pylore débouche sur l'intestin grêle, un long tube grossièrement enroulé dans la cavité abdominale. On lui distingue trois parties successives : le duodénum, le jéjunum et l'iléon. L'iléon s'ouvre dans le gros intestin au niveau de la valvule iléocæcale. Le gros intestin dessine un cadre qui se compose successivement du cæcum, du côlon ascendant, du côlon transverse, du côlon descendant et du rectum. Le rectum se termine en arrière par l'anus.

### Organes annexes
Les organes annexes du tube digestif sont les glandes salivaires, le foie, le pancréas et les glandes anales.
Les glandes salivaires sont au nombre de cinq paires : parotides, mandibulaires, sublinguales, molaires et zygomatiques. Les glandes parotides sont situées en avant des oreilles, les glandes mandibulaires sont situées sous les parotides en arrière de la mandibule, et les glandes sublinguales sont situées en avant des mandibulaires. Les glands molaires sont situées à proximité de l'angle de la mâchoire, et les glandes zygomatiques sont situées au niveau du plancher des orbites. Chacune est reliée à la bouche par un canal dédié.
Le foie est le plus large des viscères, situé dans l'abdomen contre le diaphragme. Le ligament falciforme délimite une partie gauche et une partie droite. Le foie se compose de six lobes : latéral gauche, médial gauche, carré, médial droit, latéral droit et caudé. Entre les lobes carré et médial droit se trouve la fosse cystique, où se trouve la vésicule biliaire. Le foie et la vésicule biliaire son reliés par deux conduits hépatiques et un conduit cystique. Leur réunion forme le conduit cholédoque. Ce conduit rejoint l'ampoule hépatopancréatique qui s'ouvre dans le duodénum.
Le pancréas est situé au-dessus de la partie initiale du tube digestif abdominal. Il se compose de deux parties : la tête, à proximité du duodénum, et la queue, proche de l'estomac. Deux conduits le relient au tube digestif. Le conduit pancréatique principal se jette dans l'ampoule hépatopancréatique. Le conduit pancréatique accessoire s'abouche directement dans le duodénum.
Les glandes anales sont deux glandes qui s'ouvrent dans le rectum, à proximité de l'anus.

## Appareil respiratoire
L'appareil respiratoire du chat est constitué des voies aériennes et des poumons. Les voies aériennes sont composées des cavités nasales, du pharynx, du larynx, de la trachée et des bronches.
Les cavités nasales sont deux cavités situées au-dessus de la cavité orale, séparées de celle-ci par le palais. Elles s'ouvrent en avant sur l'extérieur par les narines, et en arrière sur le pharynx par les choanes, au niveau du nasopharynx. Le pharynx, constitué de deux autres étages (oropharynx et laryngopharynx) s'ouvre au niveau du laryngopharynx sur le larynx, en dessous.
Le larynx est composé de plusieurs cartilages, les principaux étant, en avant, le cartilage épiglottique en haut et le cartilage thyroïde en bas, et en arrière, le cartilage cricoïde, en forme d'anneau. Il existe également des petits cartilages pairs, les cartilages aryténoïdes, situés contre le cartilage cricoïde. Le relief interne du larynx est marqué par deux paires de plis, les plis antérieurs ou fausses cordes vocales, entre les cartilages aryténoïdes et épiglottique, et les plis postérieurs ou vraies cordes vocales, entre les cartilages aryténoïdes et thyroïde.
La trachée fait suite au larynx. Elle se dirige en arrière et passe du cou au thorax, au sein du médiastin. La trachée donne deux bronches principales gauche et droite, chacune se divisant au sein du poumon correspondant. Après plusieurs divisions, elles donnent les bronchioles qui se divisent à leur tour, donnant les conduits alvéolaires se terminant par les alvéoles. Les poumons sont des organes pairs, composé chacun de trois lobes ; antérieur, médial et postérieur. Le poumon droit possède en outre un lobe accessoire, subdivision du lobe postérieur.

## Appareil urinaire
L'appareil urinaire du chat se compose de deux reins, deux uretères, la vessie et l'urètre. Ce dernier diffère entre le mâle et la femelle.
Les reins sont des organes rétropéritonéaux (situés sous le péritoine), dans la région lombaire, en forme de haricot et dont le bord latéral est convexe et le bord médial est concave. Le hile est situé du côté médial. On différencie une zone corticale, granuleuse, et une zone médullaire, striée. La région médullaire forme une pyramide creuse dont le sommet, médial, se jette dans le bassinet.
Les uretères sont deux conduits essentiellement rétropéritonéaux qui relient chaque bassinet à la vessie. La vessie est un organe creux dont la dimension varie avec son contenu. De l'extrémité postérieure de la vessie naît l'urètre, un conduit qui la relie à l'extérieur. Ce conduit pelvien se jette dans le vestibule vulvaire chez la femelle, et se prolonge par une partie pénienne chez le mâle.

## Appareil reproducteur
L'appareil reproducteur du chat diffère totalement entre la femelle et le mâle.

### Femelle

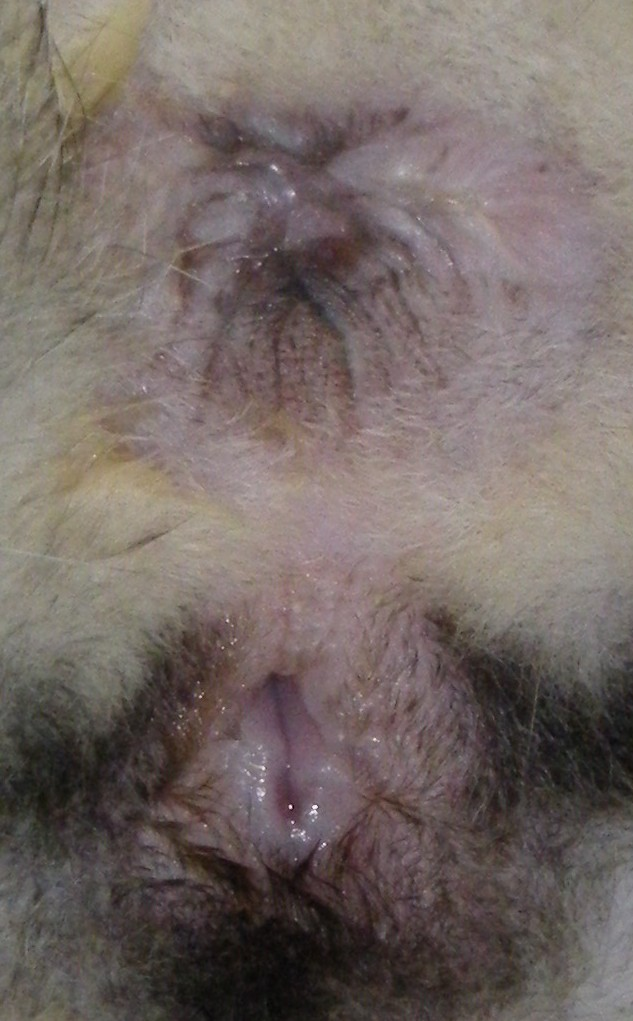
Périnée de chatte

L'appareil reproducteur femelle se compose des ovaires, des trompes utérines, de l'utérus, du vagin de la vulve.
Les ovaires sont des organes ovalaires situés à proximité des trompes utérines, des conduits reliés à l'utérus. L'utérus est un organe en forme de Y, composé de deux cornes qui reçoivent les trompes, d'un corps et d'un col qui s'ouvre dans le vagin. Le vagin se termine en bas sur le vestibule, qui le fait communiquer avec l'extérieur. La vulve comprend les lèvres de chaque côté et la partie émergée du clitoris en bas, seul organe destiné uniquement au plaisir chez toutes les femelles mammifères.
Les chattes ont également huit mamelles : deux thoraciques, deux paires abdominales, et deux inguinales.

### Mâle

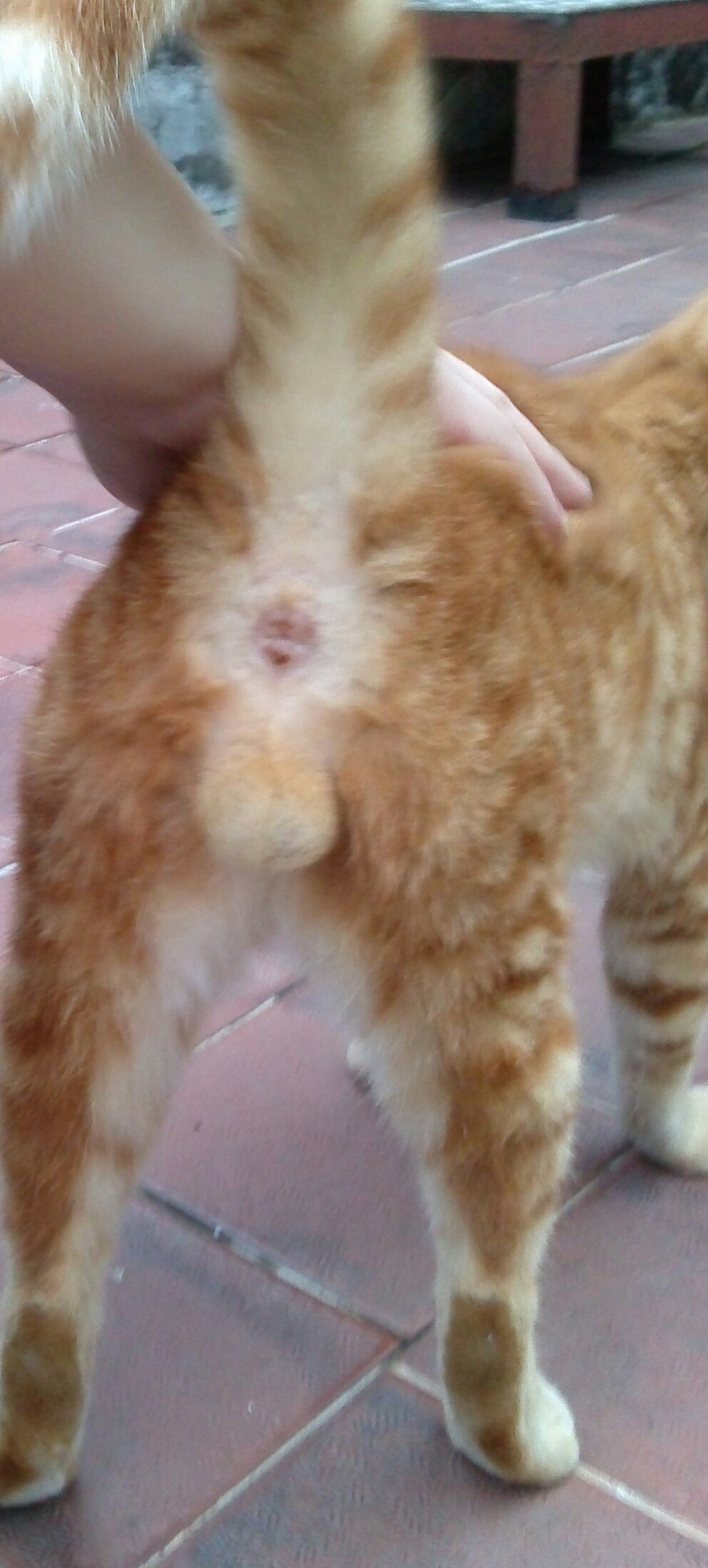
Arrière-train d'un chat mâle

L'appareil reproducteur mâle se compose des testicules, des épididymes, des conduits déférents, de la prostate et du pénis.
Les testicules sont des organes ovoïdes contenus dans le scrotum, une excroissance cutanée située sous l'anus. Ils sont situés chacun dans une cavité indépendante appelée vaginale, analogue à la cavité péritonéale. Accolé au testicule, l'épididyme communique avec lui via les conduits efférents. Il est constitué d'un tête, d'un corps et d'une queue. La queue se continue avec le conduit déférent qui emprunte le cordon spermatique pour quitter le scrotum.
Le cordon spermatique traverse le canal inguinal, puis le conduit déférent se dirige en haut, en contournant la vessie. Les deux conduits déférents se terminent dans la prostate, où ils se jettent dans l'urètre. L'urètre se poursuit au sein du pénis et termine son trajet à son sommet, où il s'ouvre sur l'extérieur par le méat urétral.
Le pénis se compose d'un corps spongieux, inférieur, et de deux corps caverneux, supérieurs. Le corps spongieux contient l'urètre et se termine au sommet par le gland. Ce dernier est recouvert par une bande de peau, le prépuce. Les extrémités proximales des corps caverneux se prolongent par les piliers du pénis, reliés aux os coxaux.

## Sources
- (en) Aurora M. Sebastiani, Dale W. Fishbeck, Mammalian Anatomy: The Cat, deuxième édition, Morton Publishing Company, 2005, 194 pages  (ISBN 0-89582-683-6)
- [Bar3] Robert Barone, Anatomie comparée des mammifères domestiques, t. III, Paris, Vigot, 2009, 4e éd., 853 p. (ISBN 978-2711490462)